# Svart sandtaggbening
Svart sandtaggbening, Microporus nigrita är en halvvingeart som först beskrevs av Johan Christian Fabricius 1794. Enligt Dyntaxa ingår svart sandtaggbening i släktet Microporus men enligt Catalogue of Life är tillhörigheten istället släktet Aethus. Enligt båda källorna tillhör svart sandtaggbening familjen tornbenskinnbaggar, Cydnidae. Inga underarter finns listade i Catalogue of Life.

## Kännetecken
Svart sandtaggbening har en längd på 4 till 5 millimeter. Kroppen är enfärgat glänsande svart och huvudets framkant har långa hår. Det krävs dock förstoring, förslagsvis med lupp för att se dessa hår.

## Levnadssätt
Svart sandtaggbening lever på solexponerad torr sandig mark. Nymfer och fullbildade djur (imago) suger växtsaft på rötter av sandstarr  och borsttåtel och andra sandlevande gräs. I lös sand kan de gräva sig ner till tio cm djup. I varmt väder och under parningsperioden kan fullbildade djur även påträffas på sandytan. De är huvudsakligen nattaktiva och hittas då under bladrosetter och i förna.

## Livscykel
Parning och äggläggning sker i maj-juni och nya fullbildade djur hittas från slutet av juli. De fullbildade djuren övervintrar.

## Utbredning
I Sverige är svart sandtaggbening sällsynt funnen på fyra lokaler i Skåne, senast 1943 och ett fynd gjordes i västra Blekinge 1953. Arten förekommer i större delen av Europa, Ryssland och delar av Asien. Den har också spritts till USA, troligen via ballastjord.